# Пародія (кактус)
Parodia (укр. Пародія) — рід з родини кактусових. Ареал — Аргентина і Бразилія.

## Історія

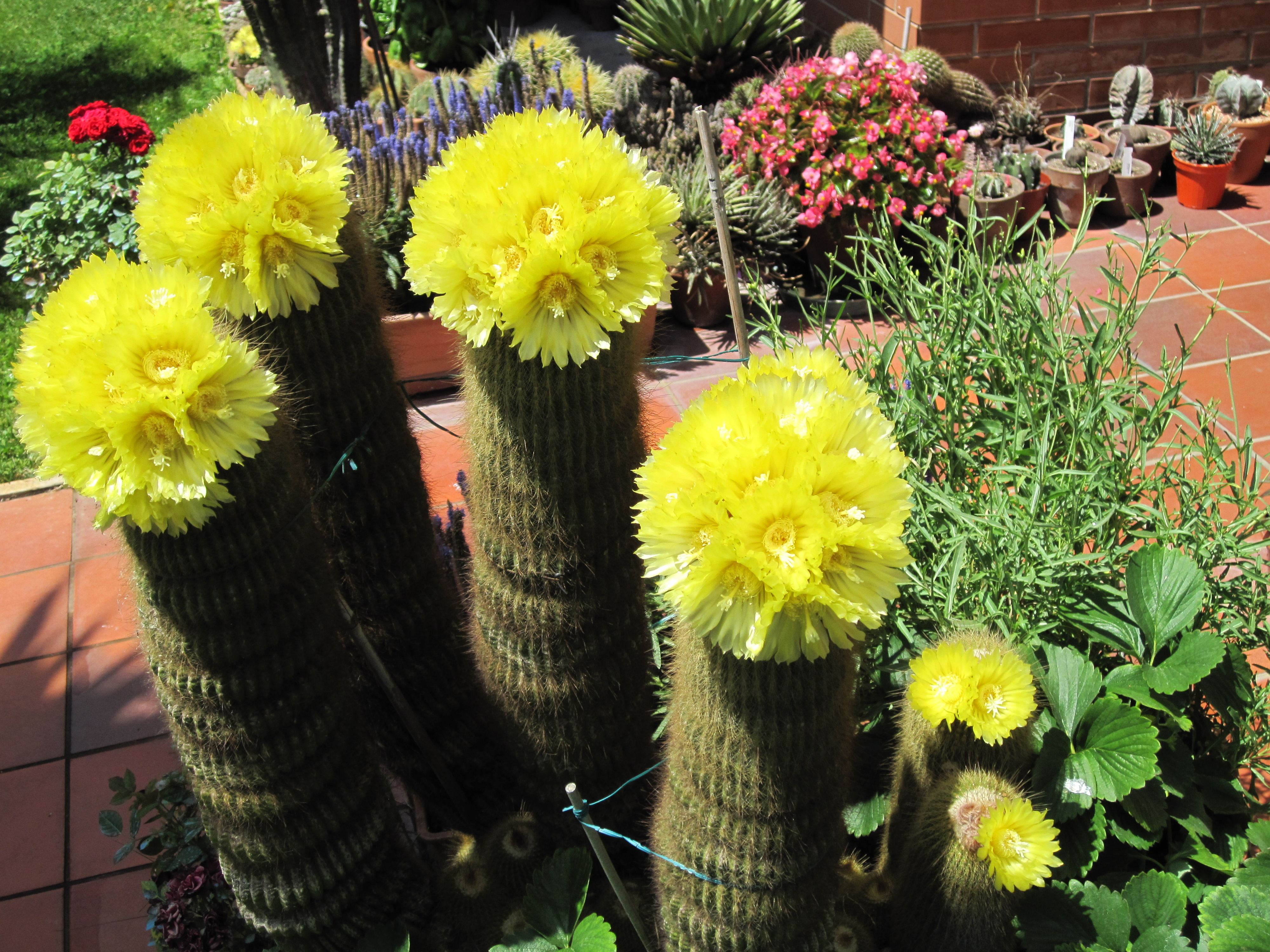
Parodia leninghausii, що раніше відносили до роду Eriocactus

Великий рід південноамериканських рослин, вперше описаний Карло Спегаццині. Названий на честь Лоренцо Раймундо Пароді, аргентинського ботаніка.
Згідно з останніми дослідженнями групи Е. Андерсона, до нього належать види раніше самостійних родів Notocactus, Eriocactus і Wigginsia. Це укрупнення роду визнається не всіма систематиками.
Синоніми: Brasilicactus Backbg.; Brasiliparodia Ritt.; Eriocephala Backbg.; Eriocactus Backbg.; Notocactus (K. Schum.) Fric; Wigginsia D. Porter.

## Опис

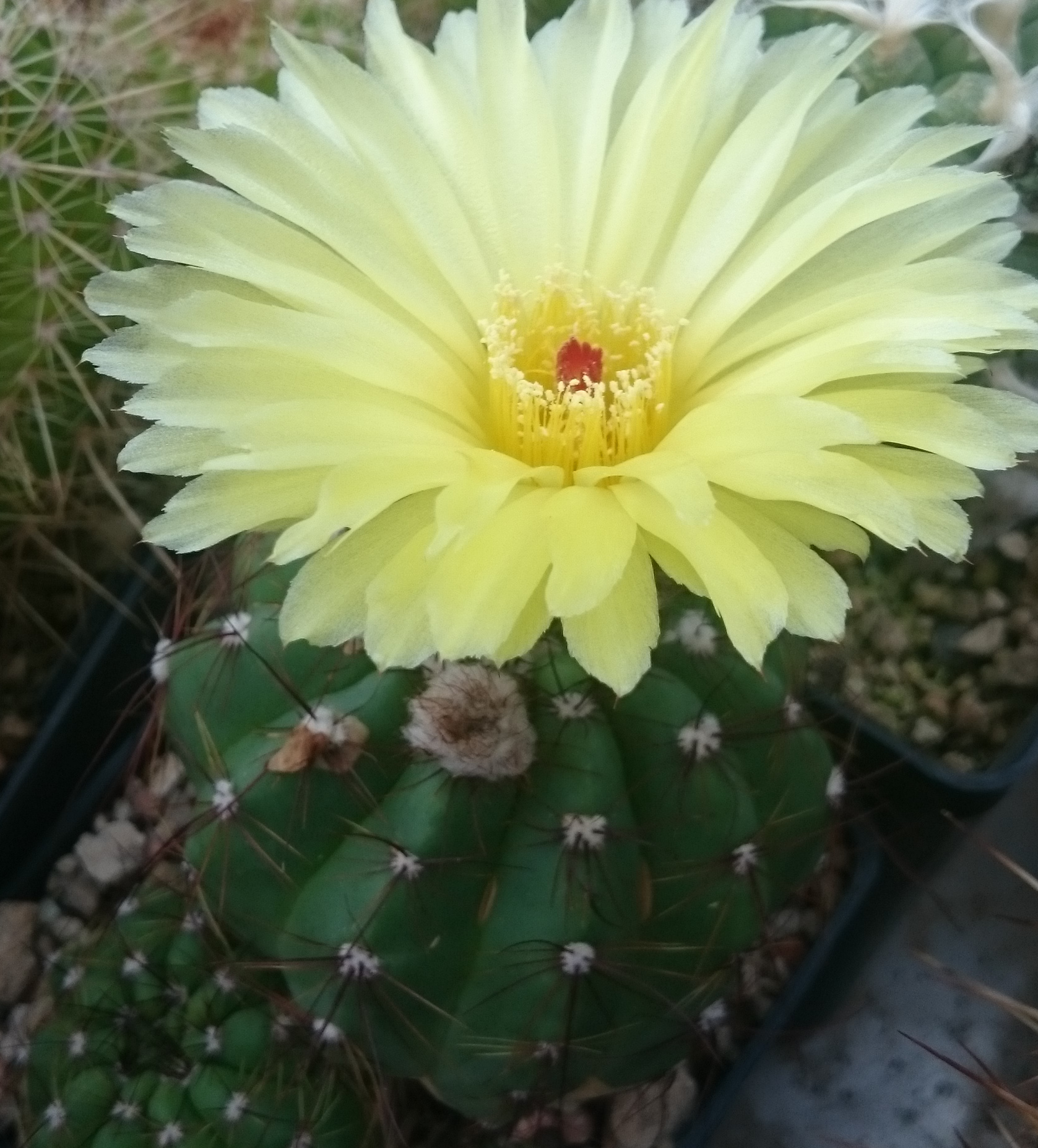
Parodia ottonis, що раніше відносили до роду Notocactus

Рослини кулясті або циліндричної форми, частіше одиночні або ж утворюють колонії, в тому числі і великого розміру. Ребра прямі або розташовані спирально, часто складаються з горбків. Колючки різноманітні — прямі або з гачком, від м'яких до твердих і жорстких. Коренева система мочкувата.
Квіти розташовані на верхівці, в апікальній зоні. Відкриваються по одному або відразу декілька. Квітки різних кольорів: від солом'яно-жовтих до темно-червоних, широко відкриті, іноді з ароматом польових квітів. Тривалість цвітіння може скласти кілька місяців у сезон. У наших широтах цвітіння пародій спостерігається із середини квітня до кінця жовтня.
Плоди сухі, при дозріванні розтріскуються. Світло-або темно-коричневі (рідше чорні) насіння відрізняються дрібними розмірами. Температура проростання насіння — 16-18С. Сіянці протягом першого року життя ростуть украй повільно. Щеплення не потребують. Після періоду «дитинства» рослини розвиваються досить швидко і при правильному догляді можуть зацвісти у віці 3 років.

## Культура

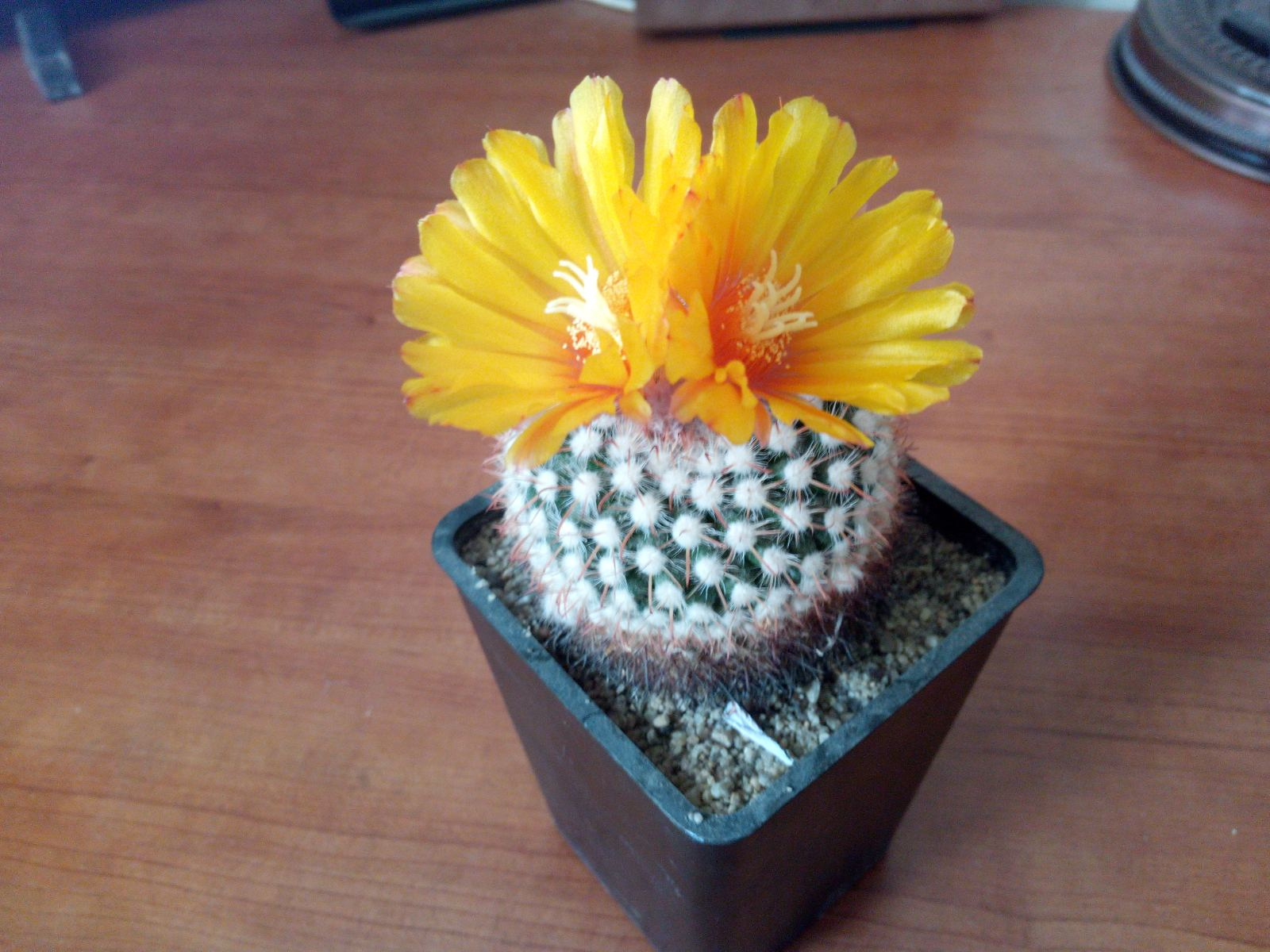
Parodia microsperma у кімнатній культурі, Київ

Потребують у великій кількості сонячного світла і тепла. При утриманні на повітрі розвивають красиві колючки. Полив влітку регулярний. Добре реагують на додавання добрив кілька разів на сезон. З вдячністю відгукуються на штучне заболочування, яке потрібно проводити з обережністю, тому що коренева шийка рослини досить чутлива. Взимку температура 10-12С, з рідкісним зволоженням субстрату. При посадці забезпечити рослині «вільне поле», щоб колючки пародій не стикалися з колючками рослини-сусіда.
Ґрунт: Легкий. Листова і дернова земля — до 60%, пісок, гравійні і цегляні крихти, цеоліт — 40%. Реакція ґрунту — слабокисла.

## Види
Згідно систематики Едварда Андерсена до роду Parodia належить 66 видів.

## Посилання

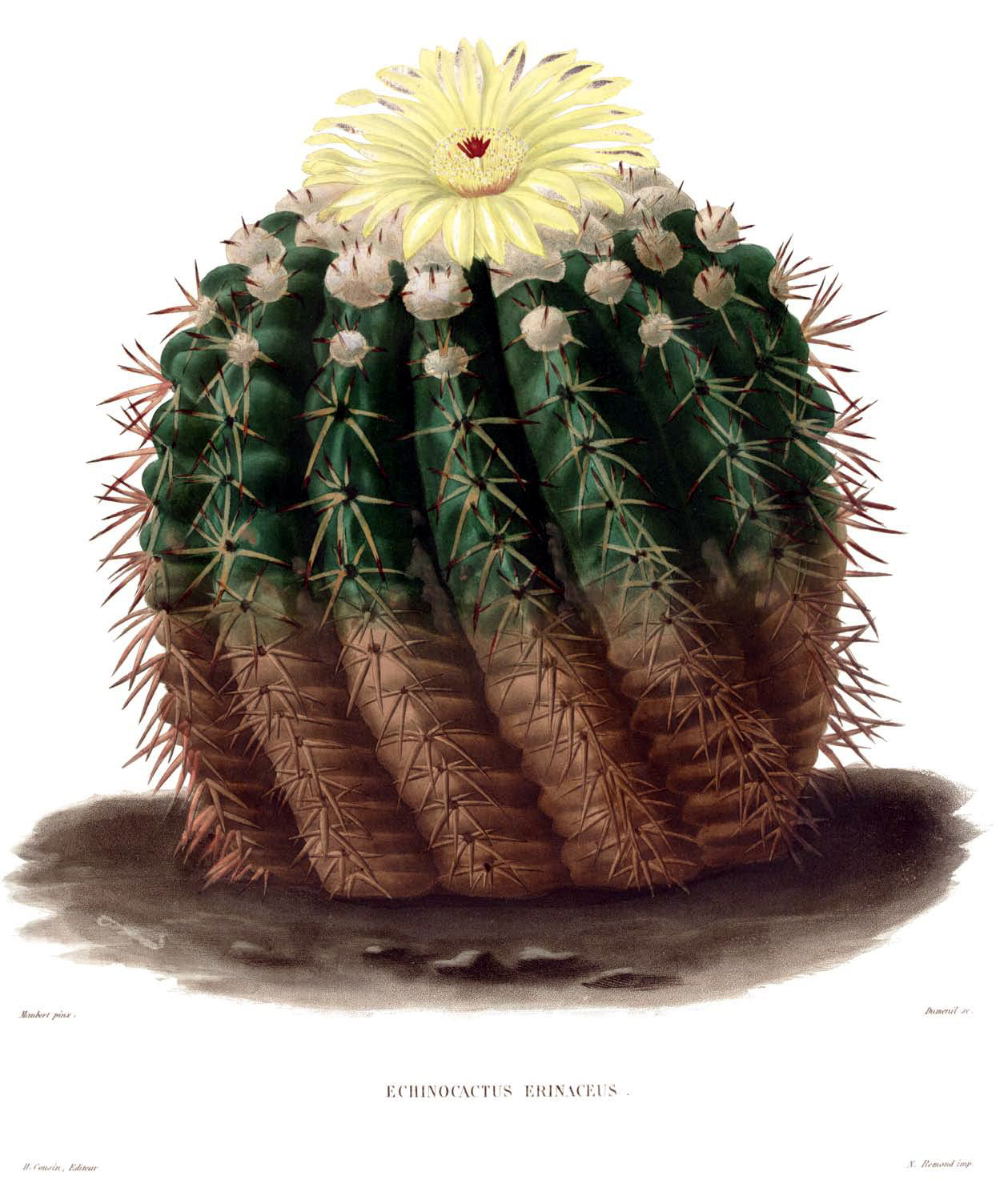
Parodia erinacea
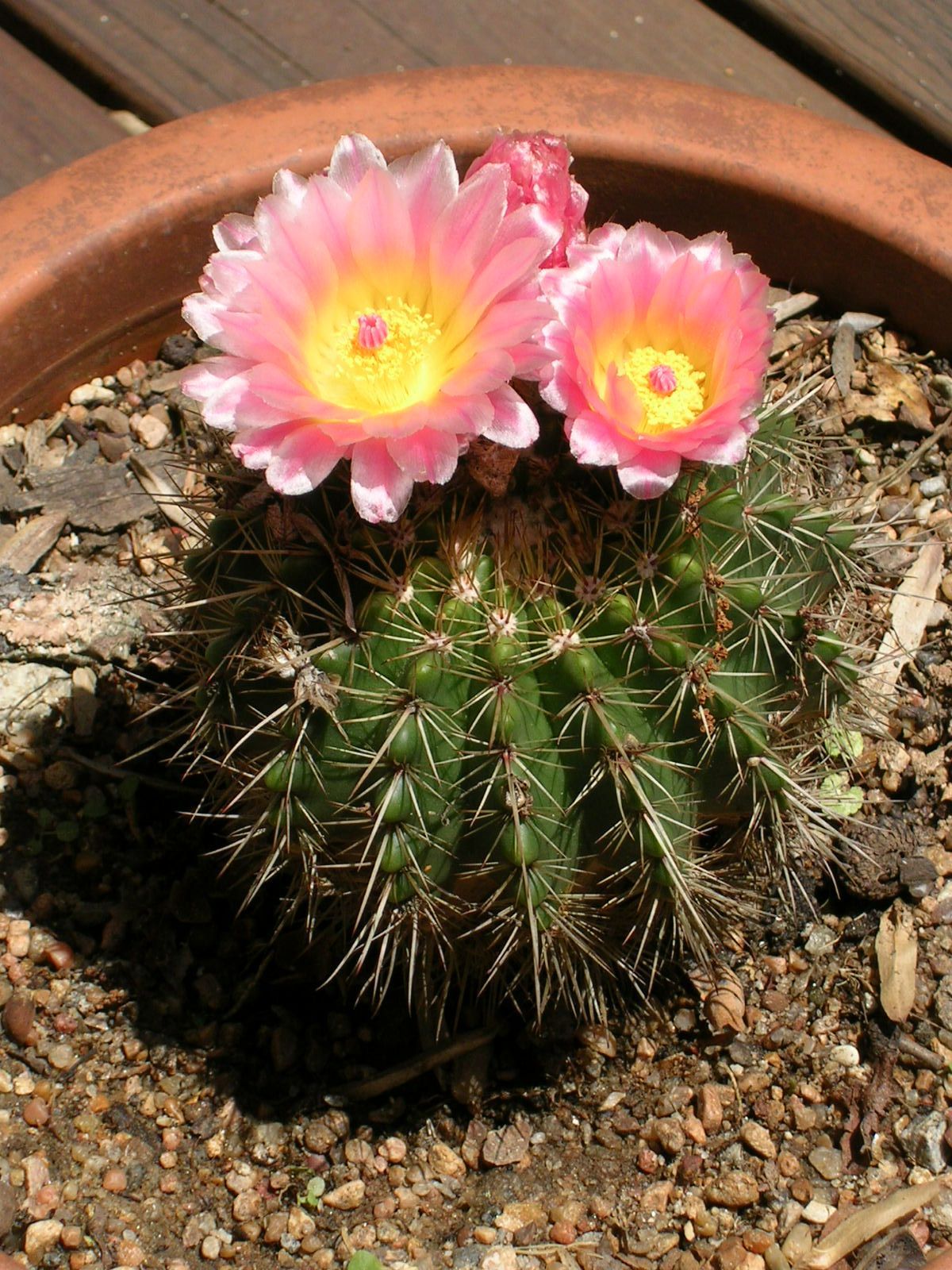
Parodia-herteri
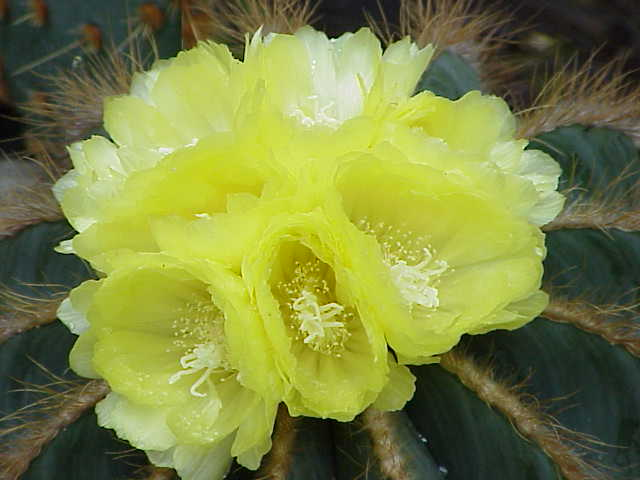
Parodia magnifica
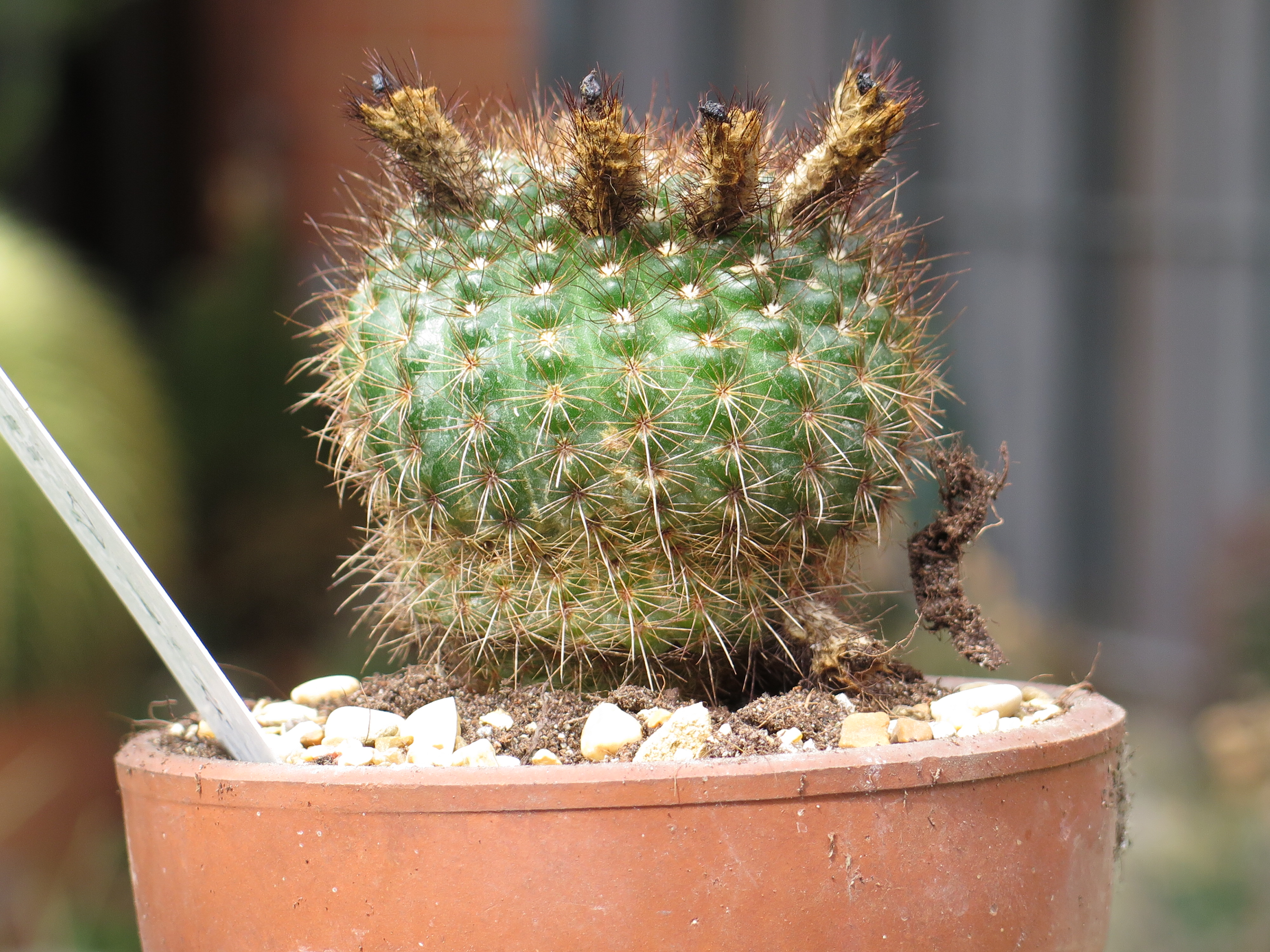
Parodia erubescens
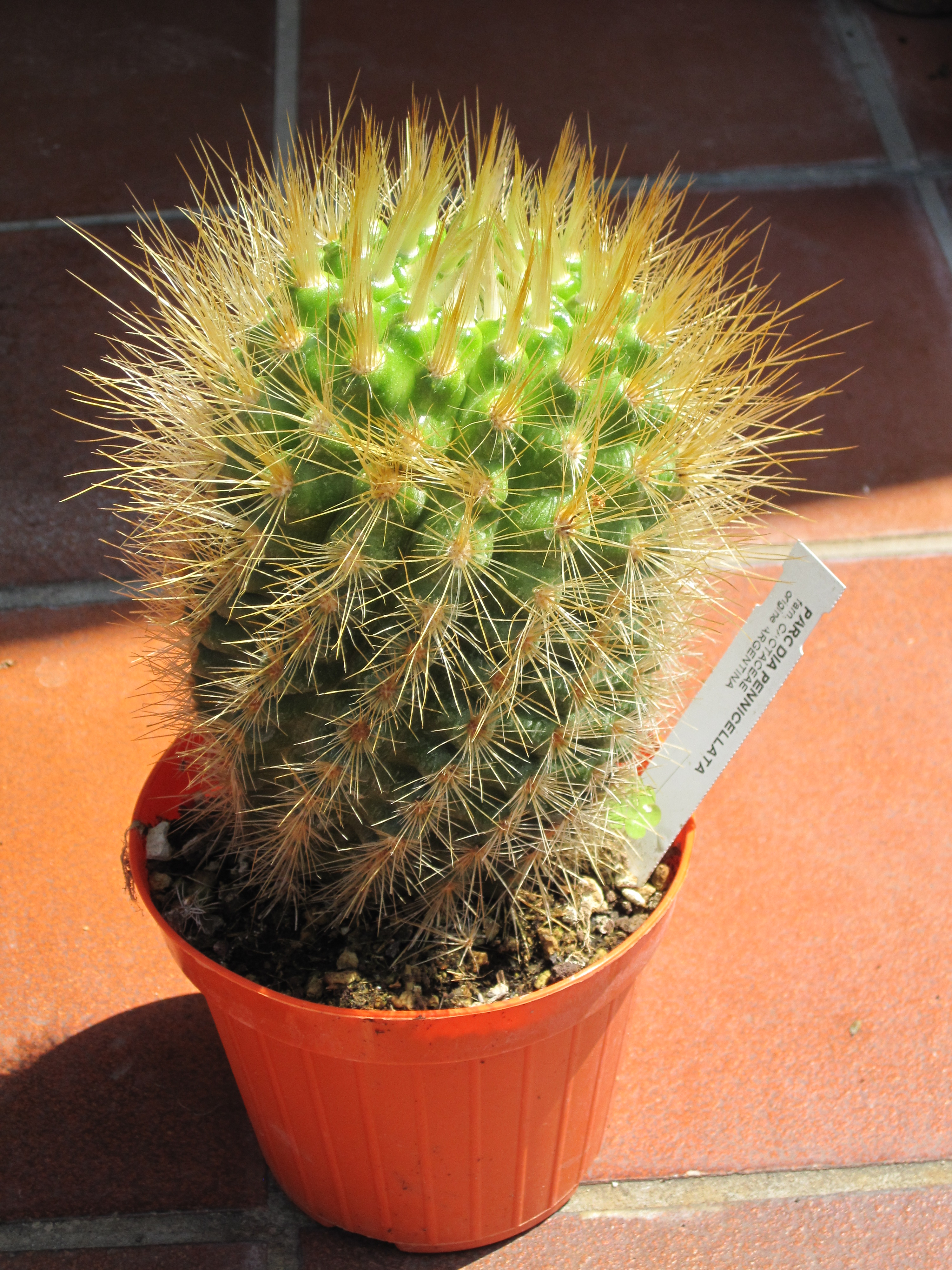
Parodia penicillata
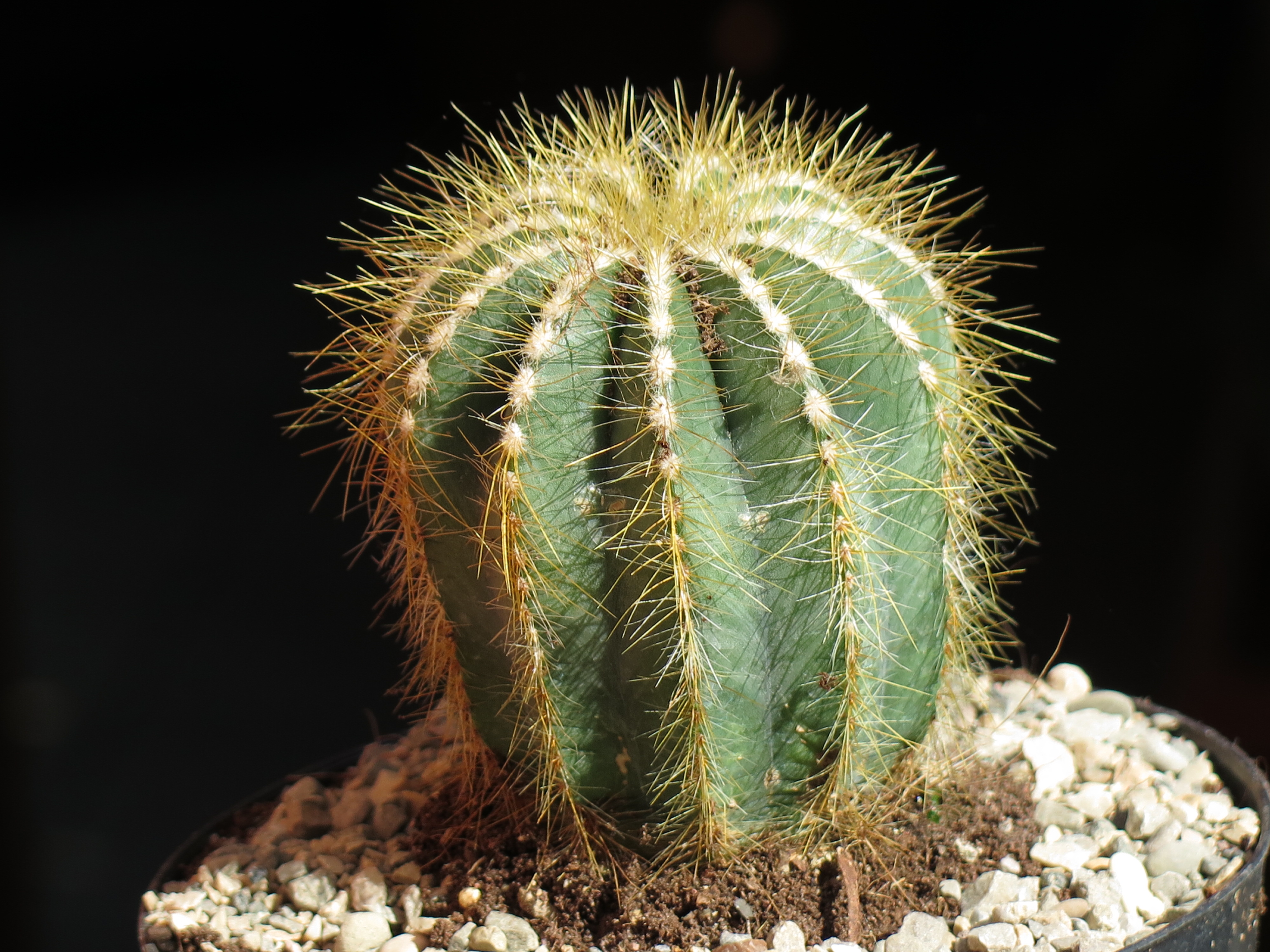
Parodia warasii
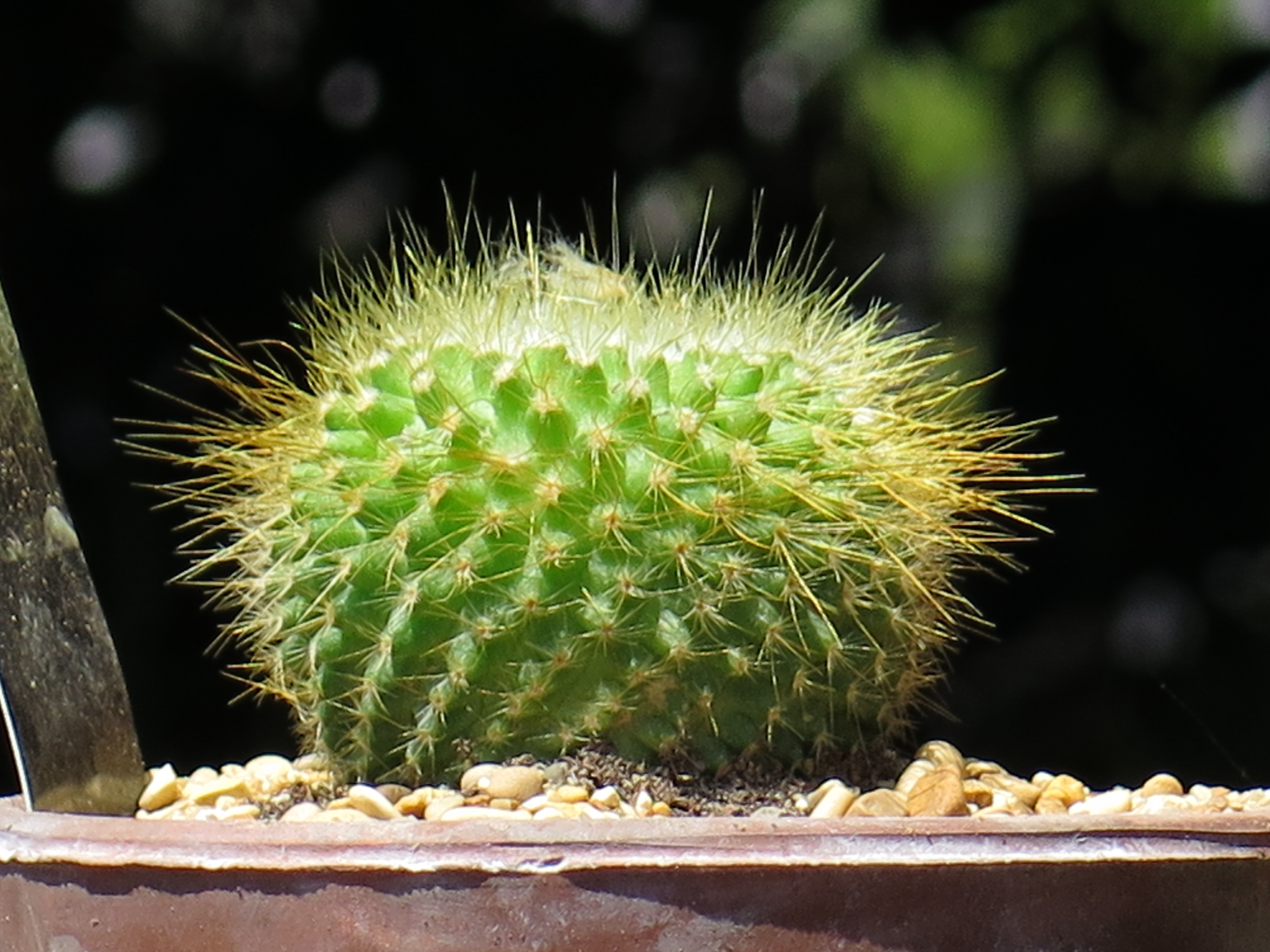
Parodia chrysacanthion
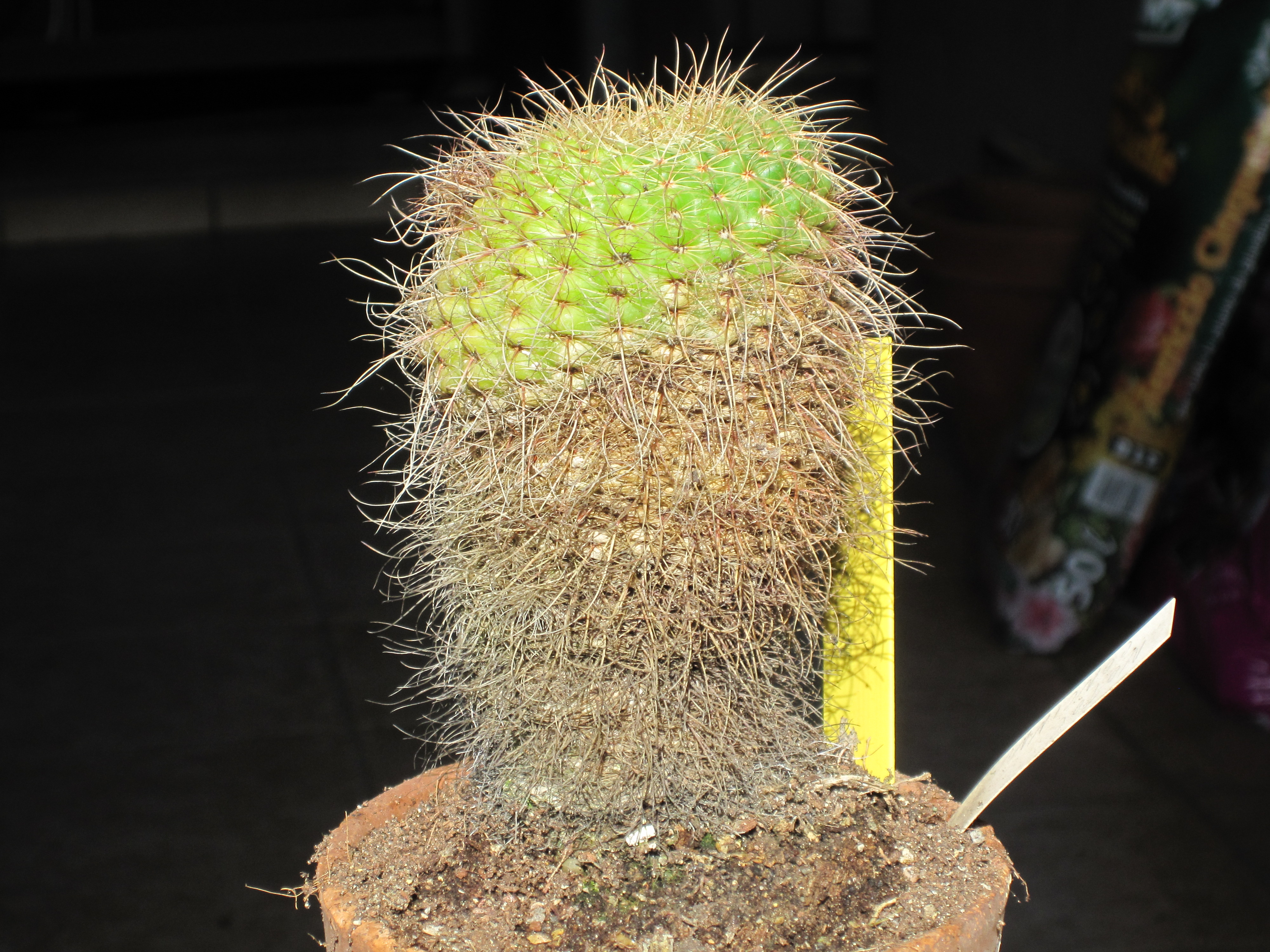
Parodia concinna